# Emoia impar
Emoia impar — вид сцинкоподібних ящірок родини сцинкових (Scincidae). Мешкає в Океанії.

## Поширення і екологія
Emoia impar мешкають на островах Нова Ірландія і Нова Британія в архіпелазі Бісмарка, на островах Адімралтейства, на північних Соломонових островах (на островах Бука і Бугенвіль та на Шортлендських островах), а також на півночі і сході Вануату, на острові Раротонга в групі островів Кука, на островах Французької Полінезії, зокрема на островах Острал, на Каролінських і Маршаллових островах, на Фіджі та на островах Самоа. Також вони були інтродуковані на Гаваях, однак вимерли. Emoia impar живуть у первинних і вторинних вологих тропічних лісах, на узліссях і в садах, на висоті до 500 м над рівнем моря. Часто трапляються на відкритих територіях, де відсутня міжвидова конкуренція з іншими представниками роду Emoia. Відкладають яйця.